# Белогорлая веерохвостка
Белогорлая веерохвостка (лат. Rhipidura albogularis) — вид воробьиных птиц из семейства веерохвостковых. Ранее считалась подвидом белошейной веерохвостки (Rhipidura albicollis).

## Описание
Небольшая птица. Длина тела взрослых особей около 19 см. Птицы в основном синевато-серые сверху, с чёрной маской вокруг глаз, белыми «надбровным» полосами и белым горлышком. Низ тела — беловатый, на груди — серая полоса с белыми пятнами. Хвост — тёмный веерообразный с белой каймой.

## Распространение и среда обитания
Обитают в южной и центральной Индии. Живут в лесах, зарослях и посадках.

## Поведение
Гнездо небольшое, чашеобразное. Птицы располагают его на дереве. В кладке 3 яйца.
Белогорлые веерохвостки — насекомоядные птицы.
Самец в своей песне использует однотипный узнаваемый образец призыва.
Песня громкая и обычно делится на две части: первая с 5-6 поднимающимися и опускающимися трелями, и вторая — из 4-5 поднимающихся нот, заканчивающихся самой высокой нотой.
Песня постепенно в течение жизни меняется и через 4-5 лет звучит уже совершенно иначе, чем вначале.

## Галерея
- На ветке .
- Гнездо с птенцами
- Со спины